# Урна (река)
Урна — река в Омской и Тюменской областях России. Левый приток Демьянки. Длина реки составляет 336 км, площадь водосборного бассейна — 3780 км².

## Бассейн
(км от устья)
- 17 км: Сырая Речка (лв)
- Большие Тавли (пр)
- Малые Тавли (пр)
- 91 км: Окуневка (лв)
- 96 км: Большой Рогаис (пр)
  - 7 км: Малый Рогаис (пр)
- 125 км: Малая Коптанка (лв)
- 130 км: Малая Урна (пр)
  - 65 км: Веснянка (пр)
- Чернявка (пр)
- 170 км: Большая Коптанка (лв)
- Пихтовка (пр)
- 190 км: Кедровая (пр)
  - 14 км: Юга (пр)
- 228 км: Тисса (лв)
- 255 км: Тигияр (лв)

## Данные водного реестра
По данным государственного водного реестра России относится к Иртышскому бассейновому округу, водохозяйственный участок реки — Иртыш от впадения реки Тобол до города Ханты-Мансийск (выше), без реки Конда, речной подбассейн реки — бассейны притоков Иртыша от Тобола до Оби. Речной бассейн реки — Иртыш.